# Елизабет Блекбърн
 Елизабет Хелън Блекбърн (на английски: Elizabeth Helen Blackburn), AC FRS FAA FRSN е австралийско-американска биоложка, бивш президент на Института за биологични изследвания „Солк“. През 1984 г. Блекбърн съвместно с Карол Грейдър открива теломераза, ензимът, който зарежда теломерите. За тази си работа тя получава Нобелова награда за физиология или медицина за 2009 г., споделяйки я с Карол Грейдър и Джак Шостак, като става първата австралийка – Нобелов лауреат.
Тя работи също така в областта на медицинската етика и освобождаването ѝ от президентския съвет по биоетика по време на администрацията на Буш предизвиква обществени реакции. 170 учени подписват отворено писмо до президента в нейна подкрепа, като твърдят, че уволнението ѝ е в резултат от политическа опозиция срещу нейните съвети.

## Награди и отличия
Наградите и отличията на Блекбърн включват:
- Награда „Илай Лили“ за научни изследвания в областта на микробиологията и имунологията (1988)
- Награда на Националната академия на науките на САЩ за молекулярна биология (1990)
- Лектор на Harvey Society в Ню Йорк (1990 г.)
- Почетен доктор на науките от Йейлския университет (1991 г.)
- Член на Американската академия на изкуствата и науките (1991)[8]
- Избрана за член на Кралското общество (FRS) през 1992 г. [5][9]
- Сътрудник на Американската академия по микробиология (1993)
- Чуждестранен сътрудник на Националната академия на науките (1993)[10]
- Награда на Австралия (1998)
- Награда „Харви“ (1999)
- Награда за медицински науки „Кейо“ (1999)[11]
- Награда „Пасано“ (1999) [12]
- Калифорнийски учен на годината през 1999 г.[13]
- Награда Златна плоча на Американската академия за постижения (2000)[14]
- Американската асоциация за изследване на рака – Мемориална награда на GHA Clowes (2000)
- Медал на честта на Американското общество за борба с рака (2000 г.)
- Сътрудник на Американската асоциация за напредък на науката (2000 г.)
- Международна награда на фондация AACR-Pezcoller за изследване на рака (2001)
- Награда „Алфред П. Слоун“ на Фондацията на „Дженеръл Моторс“ за изследване на рака (2001)
- Награда „И. Б. Уилсън“ на Американското общество за клетъчна биология (2001)
- Награда за медицински изследвания на Фондация „Робърт и Клер Пасароу“ (2003)
- Награда за медицина на д-р А. Х. Хайнекен (2004)
- Медал „Бенджамин Франклин“ на Института Франклин в областта на науките за живите организми (2005 г.)
- Награда „Албърт Ласкер“ за основополагащи медицински изследвания (2006) (споделена с Карол Грейдър и Джак Шостак)
- Награда за генетика от Фондация „Питър Грубер“ (2006)
- Почетен доктор на науките от Харвардския университет (2006)[15]
- Награда за биомедицински науки от фондация „Уайли“ (споделена с Карол Грейдър) (2006)
- Член на Австралийската академия на науките (2007 г.)
- Сътрудник-кореспондент на Австралийската академия на науките (2007 г.)
- Получател на наградата на Асоциацията на женския факултет на UCSF
- Почетен доктор на науките от Принстънския университет (2007 г.)
- Награда „Луиза Грос Хорвиц“ на Колумбийския университет (2007) (споделена с Карол Грейдър и Джоузеф Гол)
- Награда L'Oréal-ЮНЕСКО за жени в науката (2008)
- Награда на медицинския център в Олбъни (2008)
- Награда „Пърл Майстер Грийнгард“[16] (2008)
- Тасманийски почетен списък на жените (2008)
- Викториански почетен списък на жените (2010)
- Награда „Майк Хог“ (2009)
- Награда „Паул Ерлих и Лудвиг Дармщадтер“ (2009) (споделена с Карол Грейдер )[17]
- Нобеловата награда за физиология или медицина за 2009 г., споделена с Карол Грейдър и Джак Шостак „за откритието как хромозомите са защитени от теломерите и ензима теломераза“[18]
- Дама на Ордена на Австралия (отличие за Деня на Австралия, 2010 г.), за „изключителни заслуги към науката като лидер в областта на биомедицинските изследвания, особено чрез откриването на теломераза и нейната роля в развитието на рак и стареенето на клетките и чрез принос като международен съветник по биоетика.“[19]
- Член на Кралското общество на Нов Южен Уелс (FRSN) (2010)[20]
- Калифорнийска зала на славата(2011)
- Златен медал на AIC (2012)[21]
- Кралски медал на Кралското общество (2015 г.)[22]